# Zdzisław Wąsik
Zdzisław Wąsik (ur. 3 maja 1947 w Kłopotowie) – polski filolog, specjalista w dziedzinie językoznawstwa ogólnego i semiotyki, rektor senior i profesor zwyczajny Wyższej Szkoły Filologicznej we Wrocławiu, profesor senior Uniwersytetu im. Adama Mickiewicza w Poznaniu.

## Życiorys
W 1971 ukończył studia magisterskie na kierunku filologia germańska na Uniwersytecie Wrocławskim. Po studiach pracował przez rok jako nauczyciel w Zakładzie Szkolenia Inwalidów we Wrocławiu. Następnie rozpoczął karierę naukową na Uniwersytecie Wrocławskim, pracując kolejno na stanowisku asystenta (1972–1974) i starszego asystenta (1974–1977).
Stopień doktora nauk humanistycznych z zakresu językoznawstwa porównawczego indoeuropejskiego uzyskał w 1977 na Wydziale Filologicznym Uniwersytetu Wrocławskiego. Kontynuował tam karierę naukową i dydaktyczną na stanowisku adiunkta (1977–1988). W 1986 habilitował się z językoznawstwa ogólnego na Wydziale Filologicznym Uniwersytetu im. Adama Mickiewicza w Poznaniu. W dalszym ciągu pracował na Uniwersytecie Wrocławskim, gdzie awansował na stanowisko docenta (1988–1992). W 1992 został profesorem nadzwyczajnym Uniwersytetu Wrocławskiego.
15 listopada 1997 Zdzisław Wąsik otrzymał z rąk prezydenta Rzeczypospolitej Polskiej tytuł profesora nauk humanistycznych. W 1999 przeniósł się na pierwszy etat do Instytutu Filologii Angielskiej Uniwersytetu im. Adama Mickiewicza w Poznaniu, w którym pracował od 1996 na stanowisku profesora nadzwyczajnego. W roku 2000 został profesorem zwyczajnym UAM. W 2002 został pierwszym rektorem Wyższej Szkoły Filologicznej we Wrocławiu (WSF), piastując tę funkcję do 2013. W latach 2002–2009 pracował w WSF jako profesor zwyczajny. Od 2009 pracuje we Wrocławiu (najpierw w Katedrze Neofilologii a następnie na Wydziale Neofilologii WSF) oraz w Poznaniu (najpierw w Instytucie Filologii Angielskiej a od 2013 na Wydziale Anglistyki UAM, gdzie od stycznia 2018 uzyskał status profesora seniora).
Funkcje pełnione przez Zdzisława Wąsika w trakcie jego kariery to m.in.:
- 1984–1993: sekretarz Komisji Językowej[3]
- 1984–1999: kierownik Katedry Językoznawstwa Ogólnego Uniwersytetu Wrocławskiego
- 1985–1999: przewodniczący zespołu wydawniczego i redaktor serii Studia Linguistica, Acta Universitatis Wratislaviensis
- 1993–1999: przewodniczący Komisji Językowej[3]
- 1997–1999: przewodniczący i członek zespołu redakcyjnego Rozpraw Komisji Językowej Wrocławskiego Towarzystwa Naukowego
- 2002–2010: kierownik Zakładu Semiotyki Lingwistycznej Instytutu Filologii Angielskiej UAM
- od 2002: rektor Wyższej Szkoły Filologicznej we Wrocławiu
- od 2007: redaktor dwóch serii krajowych Philologica Wratislaviensia: Acta et Studia oraz od 2012 Philologica Wratislaviensia: Studia Iberica et Latinoamericana (Wydawnictwo WSF we Wrocławiu)
- od 2008: redaktor serii zagranicznej Philologica Wratislaviensia: From Grammar to Discourse (Peter Lang)
- od 2009: kierownik Katedry Semiotyki Lingwistycznej i Komunikologii Wyższej Szkoły Filologicznej we Wrocławiu, jedynego w Polsce afiliowanego ośrodka Międzynarodowego Instytutu Komunikologii[4] w Waszyngtonie.

W trakcie kariery zawodowej współpracował z:
- Uniwersytetem Opolskim w latach 1987–2002 i 2003–2008
- Nauczycielskim Kolegium Języków Obcych we Wrocławiu w latach 1993–1997
- Uniwersytetem Mikołaja Kopernika w Toruniu w latach 2001–2007
- Państwową Wyższą Szkołą Zawodową im. Angelusa Silesiusa w Wałbrzychu w latach 2000–2004 oraz 2010-2012.
- Karkonoską Państwową Szkołą Wyższą w Jeleniej Górze w latach 2002-2012.

## Wybrane publikacje
Dorobek naukowy Zdzisława Wąsik obejmuje ponad 180 publikacji z zakresu językoznawstwa ogólnego i porównawczego, metodologii lingwistyki i semiotyki oraz teorii komunikacji, fenomenologii i epistemologii, w tym 7 książek, ponad 40 wydawnictw zbiorowych i ponad 133 artykułów. Do najważniejszych należą książki:
- Typologia strukturalna wypowiedzeń pytajnych. Na materiale wybranych współczesnych języków indoeuropejskich, Wrocław 1979: Wydawnictwa Uniwersytetu Wrocławskiego (Acta Universitatis Wratislaviensis No 466. Studia Linguistica V).
- Semiotyczny paradygmat językoznawstwa. Z zagadnień metodologicznego statusu lingwistycznych teorii znaku i znaczenia, Wrocław 1987: Wydawnictwo Uniwersytetu Wrocławskiego (Acta Universitatis Wratislaviensis No 939. Studia Linguistica XI).
- Systemowe i ekologiczne właściwości języka w interdyscyplinarnych podejściach badawczych, Wrocław 1997: Wydawnictwo Uniwersytetu Wrocławskiego (Acta Universitatis Wratislaviensis No 1948. Studia Linguistica XVIII).
- An Outline for Lectures on the Epistemology of Semiotics, Opole 1998: Wydawnictwo Uniwersytetu Opolskiego.
- Epistemological Perspectives on Linguistic Semiotics, Frankfurt am Main – Berlin – Bern – Bruxelles – New York – Oxford – Wien 2003: Peter Lang. (Polish Studies in English Language and Literature. Vol. 8. Edited by Jacek Fisiak).
- Lectures on the Epistemology of Semiotics. Wrocław 2014: Philological School of Higher Education in Wrocław Publishing / Wydawnictwo Wyższej Szkoły Filologicznej we Wrocławiu (Philologica Wratislaviensia: Series Didactica. Vol. 1. Edited by Zdzisław Wąsik)[5].
- From Grammar to Discourse: Towards a Solipsistic Paradigm of Semiotics. Poznań 2016: Adam Mickiewicz University Press / Wydawnictwo Naukowe Uniwersytetu im. Adama Mickiewicza w Poznaniu (Seria Filologia Angielska nr 50).

Prace te stanowią wkład autora do następujących dziedzin:
1. typologia składni języków indoeuropejskich; analiza funkcjonalna wykładników pytania w językach indoeuropejskich; intonacja pytajna w języku polskim na tle porównawczym
2. epistemologia językoznawstwa; wypracowanie własnej koncepcji nauki jako zbioru wzajemnie ze sobą powiązanych perspektyw ontologicznych i gnozeologicznych
3. problematyka znaku i znaczenia w naturze i kulturze; przeprowadzenie typologii przedmiotów semiotycznych na podstawie charakterystyki wielobiegunowości znaku; historiografia i metodologii lingwistyki
4. opracowanie wiedzy o rozwoju językoznawstwa ogólnego w historii nauki o języku w Polsce; teoretyczne podstawy językoznawstwa „zewnętrznego”; wypracowanie matrycy ekologicznej na potrzeby zewnętrznego opisu języków, na podstawie której powstały w Polsce prace z problematyki opisu sytuacyjnego wybranych języków mniejszościowych
5. podstawy teorii dyskursu: typologia dyskursów w naukach o języku i kulturze według domen życia, propozycja wyróżnienia (inter)dyskursywnej kompetencji w życiu codziennym ludzi,
6. semiotyczna fenomenologia egzystencjalna i epistemologia psychofizjologiczna w świecie otaczającym zwierząt i świecie przeżywanym ludzi ze szczególnym uwzględnieniem problematyki znaczącości obiektów natury i kultury w procesie nabywania wiedzy poprzez poznawanie i uczenie się.

## Członkostwo w organizacjach i stowarzyszeniach naukowych
- od 1973 – Polskie Towarzystwo Językoznawcze[6]
- od 1975 do 2001 – Komisja Językowa Wrocławskiego Towarzystwa Naukowego[3]
- od 1984 – Societas Linguistica Europaea
- od 1986 – Polskie Towarzystwo Semiotyczne[7]
- od 1990 do 2001 – Wrocławskie Towarzystwo Naukowe[3]
- od 1993 – Polish Fulbright Alumni Association[8]
- od 1995 – International Association for Semiotic Studies[9]
- od 1997 – Towarzystwo Polsko-Albańskie
- od 1996 – do 2000 Komisja Nauk Filologicznych Oddziału PAN we Wrocławiu (przez jedną kadencję)
- od 2005 – członek zwyczajny Międzynarodowego Instytutu Komunikologii (Fellow of the International Communicology Institute)
- od 2007 – członek zagraniczny (z nominacji) Rumuńskiego Stowarzyszenia Semiotycznego (Romanian Association of Semiotic Studies[10]) w Bacău
- od 2009 – członek (z nominacji) Biura Regionalno-Kontynentalnych Koordynatorów Międzynarodowego Instytutu Komunikologii dla Europy[11] (Member of the I.C.I. Bureau of Regional-Continental Coordinators for Europe)
- od 2011 – dyrektor (z nominacji) Regionalno-Kontynentalnych Koordynatorów Międzynarodowego Instytutu Komunikologii dla Europy (Director of the I.C.I. Regional Coordinators for Europe)
- od 2011 – członek zwyczajny Semiotycznego Towarzystwa Ameryki (Semiotic Society of America)
- od 2012 – członek honorowy (z wyboru) Semiotycznego Towarzystwa Finlandii (The Semiotic Society of Finland / Semiotiska Sällskapet i Finland)
- od 2016 zaproszony jako członek Międzynarodowego Komitetu Doradczego Akademii Dziedzictwa Kulturowego w Helsinkach i Atenach
- od 2018 wybrany piątym ‘członkiem zwyczajnym laureatem’ Międzynarodowego Stowarzyszenia Semiotycznego za życiowe osiągnięcia w akademickich badaniach naukowych.

## Nagrody i wyróżnienia
- Nagroda Ministra Szkolnictwa Wyższego, Nauki i Techniki (III stopnia) za wybitne osiągnięcia w pracy doktorskiej (1979)
- Nagroda Ministra Edukacji Narodowej (III stopnia) za wybitne osiągnięcia w pracy habilitacyjnej (1988)
- Srebrny Krzyż Zasługi (2008)
- Nagroda za najlepszy artykuł na konferencji w Orlando (Best Conference Paper Award, Orlando, 2009)
- Uhonorowanie Kartą Alumnów Oksfordu (Oxford Alumni Card), afiliowany od 2005 jako przyjaciel (Friend), a od 2010 jako towarzysz (Associate)
- Złoty Krzyż Zasługi (2011)